# Kamerun az 1988. évi nyári olimpiai játékokon
Kamerun a dél-koreai Szöulban megrendezett 1988. évi nyári olimpiai játékok egyik részt vevő nemzete volt. Az országot az olimpián 4 sportágban 15 sportoló képviselte, akik érmet nem szereztek.

## Atlétika
Férfi
| Versenyző             | Versenyszám | Előfutam | Előfutam | Előfutam | Negyeddöntő | Negyeddöntő | Negyeddöntő | Elődöntő | Elődöntő | Elődöntő | Döntő   | Döntő    |
| Versenyző             | Versenyszám | Idő      | Hely.    | Össz.    | Idő         | Hely.       | Össz.       | Idő      | Hely.    | Össz.    | Idő     | Helyezés |
| --------------------- | ----------- | -------- | -------- | -------- | ----------- | ----------- | ----------- | -------- | -------- | -------- | ------- | -------- |
| Samuel Nchinda-Kaya   | 100 m       | 10,60    | 5.       | 46.      | kiesett     | kiesett     | kiesett     | kiesett  | kiesett  | kiesett  | kiesett | kiesett  |
| Samuel Nchinda-Kaya   | 200 m       | 21,45    | 4.       | 35.*     | 21,39       | 8.          | 35.         | kiesett  | kiesett  | kiesett  | kiesett | kiesett  |
| Ernest Tché-Noubossie | 400 m       | 48,31    | 5.       | 52.      | kiesett     | kiesett     | kiesett     | kiesett  | kiesett  | kiesett  | kiesett | kiesett  |

| Versenyző            | Versenyszám | Selejtező | Selejtező | Döntő    | Döntő    |
| Versenyző            | Versenyszám | Eredmény  | Helyezés  | Eredmény | Helyezés |
| -------------------- | ----------- | --------- | --------- | -------- | -------- |
| Frédéric Ebong-Salle | Távolugrás  | 765 cm    | 19.       | kiesett  | kiesett  |

Női
| Versenyző          | Versenyszám | Előfutam | Előfutam | Előfutam | Negyeddöntő | Negyeddöntő | Negyeddöntő | Elődöntő | Elődöntő | Elődöntő | Döntő   | Döntő    |
| Versenyző          | Versenyszám | Idő      | Hely.    | Össz.    | Idő         | Hely.       | Össz.       | Idő      | Hely.    | Össz.    | Idő     | Helyezés |
| ------------------ | ----------- | -------- | -------- | -------- | ----------- | ----------- | ----------- | -------- | -------- | -------- | ------- | -------- |
| Assumpta Achuo-Bei | 400 m       | 55,22    | 5.       | 35.      | kiesett     | kiesett     | kiesett     | kiesett  | kiesett  | kiesett  | kiesett | kiesett  |
| Assumpta Achuo-Bei | 800 m       | 2:07,10  | 7.       | 25.      |             |             |             | kiesett  | kiesett  | kiesett  | kiesett | kiesett  |

| Versenyző                   | Versenyszám   | Selejtező             | Selejtező             | Döntő    | Döntő    |
| Versenyző                   | Versenyszám   | Eredmény              | Helyezés              | Eredmény | Helyezés |
| --------------------------- | ------------- | --------------------- | --------------------- | -------- | -------- |
| Jeanne-Nicole Ngo Minyemeck | Súlylökés     | 12,73 m               | 24.                   | kiesett  | kiesett  |
| Jeanne-Nicole Ngo Minyemeck | Diszkoszvetés | érvényes dobás nélkül | érvényes dobás nélkül | kiesett  | kiesett  |

* - egy másik versenyzővel azonos eredményt ért el

## Birkózás
Kötöttfogású
| Versenyző            | Versenyszám | Vigaszágas kiesés | Vigaszágas kiesés | Helyosztók        | Helyosztók        | Bronz- mérkőzés   | Döntő             | Helyezés    |
| Versenyző            | Versenyszám | Vigaszágas kiesés | Vigaszágas kiesés | 7. helyért        | 5. helyért        | Bronz- mérkőzés   | Döntő             | Helyezés    |
| Versenyző            | Versenyszám | Ellenfél Eredmény | Hely.             | Ellenfél Eredmény | Ellenfél Eredmény | Ellenfél Eredmény | Ellenfél Eredmény | Helyezés    |
| -------------------- | ----------- | --- | ----------------- | ----------------- | ----------------- | ----------------- | ----------------- | ----------- |
| Jean Manga           | 74 kg       | A csoport · Boriszlav Velicskov (BUL) · 0–16 · Kim Jongnam (Kim Yeong-Nam) (KOR) · kétvállas                                               | 8.                | kiesett           | kiesett           | kiesett           | kiesett           | helyezetlen |
| Barthelémy N'To      | 82 kg       | A csoport · Moustafa Ramada Hussain (EGY) · kétvállas · John Morgan (USA) · kétvállas                                                      | 9.                | kiesett           | kiesett           | kiesett           | kiesett           | helyezetlen |
| Jean-Baptiste Youmbi | 90 kg       | B csoport · Az 1. fordulóban erőnyerő · Tapha Guèye (SEN) · 11–5 · Andreas Steinbach (FRG) · passzivitás · Harri Koskela (FIN) · kétvállas | 6.                | kiesett           | kiesett           | kiesett           | kiesett           | helyezetlen |

Szabadfogású
| Versenyző            | Versenyszám | Vigaszágas kiesés                                                                                          | Vigaszágas kiesés | Helyosztók        | Helyosztók        | Bronz- mérkőzés   | Döntő             | Helyezés    |
| Versenyző            | Versenyszám | Vigaszágas kiesés                                                                                          | Vigaszágas kiesés | 7. helyért        | 5. helyért        | Bronz- mérkőzés   | Döntő             | Helyezés    |
| Versenyző            | Versenyszám | Ellenfél Eredmény                                                                                          | Hely.             | Ellenfél Eredmény | Ellenfél Eredmény | Ellenfél Eredmény | Ellenfél Eredmény | Helyezés    |
| -------------------- | ----------- | --- | ----------------- | ----------------- | ----------------- | ----------------- | ----------------- | ----------- |
| François Yinga       | 62 kg       | B csoport · Selman Kaygusuz (TUR) · kétvállas · Gary Bohay (CAN) · kétvállas                               | 10.               | kiesett           | kiesett           | kiesett           | kiesett           | helyezetlen |
| Jean Manga           | 74 kg       | A csoport · Rahmat Szofiadi (BUL) · kétvállas · a 2. fordulóban erőnyerő · Hara Josihiko (JPN) · kétvállas | 9.                | kiesett           | kiesett           | kiesett           | kiesett           | helyezetlen |
| Barthelémy N'To      | 82 kg       | A csoport · Ahmed Afghan (IRI) · kétvállas · a 2. fordulóban nem indult                                    | 15.               | kiesett           | kiesett           | kiesett           | kiesett           | helyezetlen |
| Jean-Baptiste Youmbi | 90 kg       | B csoport · Maharbek Hadarcev (URS) · 0–15 · Kim Theu (Kim Tae-U) (KOR) · passzivitás                      | 12.               | kiesett           | kiesett           | kiesett           | kiesett           | helyezetlen |

## Ökölvívás
| Versenyző             | Versenyszám   | Selejtező                   | 32-es főtábla                   | Nyolcaddöntő            | Negyeddöntő       | Elődöntő          | Döntő             | Helyezés |
| Versenyző             | Versenyszám   | Ellenfél Eredmény           | Ellenfél Eredmény               | Ellenfél Eredmény       | Ellenfél Eredmény | Ellenfél Eredmény | Ellenfél Eredmény | Helyezés |
| --------------------- | ------------- | --------------------------- | ------------------------------- | ----------------------- | ----------------- | ----------------- | ----------------- | -------- |
| Jean-Paul Bonatou     | Könnyűsúly    | erőnyerő                    | Turu István (HUN) · 0:5         | kiesett                 | kiesett           | kiesett           | kiesett           | 17.      |
| Martin N'Dongo Ebanga | Kisváltósúly  | Hubert Wester (ARU) · RSC   | David Kamau (KEN) · 0:5         | kiesett                 | kiesett           | kiesett           | kiesett           | 17.      |
| François Mayo         | Nagyváltósúly | Moussa Wiawindi (CAF) · RSC | Michal Franek (TCH) · RSC       | kiesett                 | kiesett           | kiesett           | kiesett           | 17.      |
| Paul Kamela           | Középsúly     | erőnyerő                    | Jeórjiosz Joanídisz (GRE) · 3:2 | Chris Sande (KEN) · 0:5 | kiesett           | kiesett           | kiesett           | 9.       |

RSC – a mérkőzésvezető megállította a mérkőzést

## Súlyemelés
| Versenyző        | Versenyszám | Szakítás | Szakítás | Lökés    | Lökés    | Összesen | Helyezés |
| Versenyző        | Versenyszám | Eredmény | Helyezés | Eredmény | Helyezés | Összesen | Helyezés |
| ---------------- | ----------- | -------- | -------- | -------- | -------- | -------- | -------- |
| Théodore Nkwayed | 100 kg      | 145,0    | 16.      | 175,0    | 14.      | 320,0    | 14.      |
| Dieudonné Takou  | +110 kg     | 140,0    | 15.      | 190,0    | 11.      | 330,0    | 14.      |